# Catoptria kasyi
Catoptria kasyi is een vlinder uit de familie grasmotten (Crambidae). De wetenschappelijke naam is voor het eerst geldig gepubliceerd in 1960 door Stanisław Błeszyński.
De soort komt voor in Europa.